# PRVエンジン
PRVエンジンは、プジョー・ルノー・ボルボにより共同開発された、乗用車用のV型6気筒ガソリンエンジンである。1974年から1998年にかけて生産された。

## 歴史
PRVエンジンの歴史は、1966年にプジョーとルノーが共通コンポーネントの生産に合意した事に始まる。最初の子会社であるLa Française de Mécanique（Compagnie Française de Mécanique、もしくはFM）は1969年に設立され、工場はフランス北部のランスに近いドゥヴラン（Douvrin）に建設された。そのため、PRVエンジンは「ドゥヴランエンジン」とも呼ばれる。もっとも、この呼び名は同時期に生産された直列4気筒エンジンの通称として用いられる事が多い。
1971年にはボルボがプジョーとルノーのPRV会社の設立に参画し、三社が平等な公開有限会社として設立された。当初はV型8気筒エンジンの製造を計画していたが、後に廃案となり、よりコンパクトで低燃費なV型6気筒エンジンへ路線転換を図った。1973年のエネルギー危機および2.8 L以上の排気量のエンジンへの課税によってV型8気筒エンジンのニーズが小さくなり、小型エンジンの市場拡大が予想されたからである。加えて、ルノーが新車種の30に搭載するV型6気筒エンジンを必要としていたという背景もあった。
V型エンジンのシリンダー数とバンク角には相関関係があり、エンジンの振動を抑え、等間隔爆発とするために都合の良いバンク角度は、V型8気筒では90°、V型6気筒では120°となるが、いずれも幅が広くなって空間効率が悪くなるため、向かい合う気筒のクランクピンの共用をやめて60°ずらした位相クランクとし、60°のバンク角で等間隔爆発とする事が多い。しかし、PRVはV型8気筒からV型6気筒への設計変更の際、バンク角を90°のままとしたため不等間隔爆発となり、結果として独特のサウンドを発するエンジンとなった。
1973年6月にエンジンの生産設備が完成し、1974年1月には工場が操業開始。1974年10月3日のボルボ・264への搭載を皮切りに、順次ルノー・30、プジョー・604などに搭載車種を広げ、1984年から1992年にかけてランチア・テーマV6にも搭載されている。
この他、リアエンジンのスポーツカーであるアルピーヌ・A310にも1976年から1984年にかけて搭載され、このパワートレインのチューニングとギア比を変更したものが、1981年発売のデロリアン・DMC-12にも流用された。
1984年には初のターボエンジンがルノー・25V6ターボに搭載された。これは30°の位相クランクを用いた初の等間隔爆発のPRVエンジンで、かつ第2世代最初のエンジンであり、後にアルピーヌ・GTA（V6 ターボ）にも搭載された。
ルノーがターボ版を開発している一方で、プジョーとシトロエンは高圧縮比かつ等間隔爆発の3.0 L仕様を605とXMに採用した。両車は後に24バルブ版をオプションとして搭載することになったが、非常に高価な上にカム摩耗の問題があった。吸気側はそれぞれのバルブがカムを有していたが、排気側は一つのカムを共有する設計であり、それが摩耗することによって排気バルブの故障を引き起こすものであった。しかし、後にセラミック製のフォロワーを使用することでこの問題は解決された。
ボルボは1980年代末より順次、搭載するエンジンをPRVから基本設計をポルシェに委託した自社製の直列エンジンへ切り替え始めたが、プジョー、ルノー、シトロエンは1997年まで採用を続けた。総数970,315基を生産し、1998年6月15日にPRVエンジンの生産は終了した。後継は1994年に登場したPSA・ESエンジンである。